# سپاه ویژه خدمات بهداشت عمومی ایالات متحده
سپاه ویژهٔ خدمات بهداشت عمومی ایالات متحده (The United States Public Health Service Commissioned Corps) , یکی از هشت سرویس متحدالشکل (دارای یونیفرم نظامی) در ایالات متحده است. مأموریت اصلی این نیروها حفاظت، ارتقا و بهبود بهداشت عمومی مردم است.

## اعزام‌ها
- ۱۹۸۹ - طوفان هوگو و زمین‌لرزه ۱۹۸۹ لوما پریتا .[نیازمند منبع]
- ۱۹۹۲ - پس از طوفان اندرو، بیش از ۱۰۰۰ افسر در شهرستان میامی-دید، فلوریدا مستقر شدند.
- اوایل دهه ۱۹۹۰ - جاری شدن سیل در سراسر ایالات متحده و آلاسکا.
- ۱۹۹۴ - زمین‌لرزه ۱۹۹۴ نورت‌ریج.
- ۱۹۹۵ - انفجار اکلاهماسیتی در اکلاهما سیتی.
- ۱۹۹۵ - صدها افسر PHS در پی طوفان مریلین به جزایر ویرجین ایالات متحده اعزام شدند.
- ۱۹۹۹ - مرکز بیمارستانی در فورت دیکس، نیوجرسی، برای پناهندگان کوزوو
- ۲۰۰۱ - بیش از ۱۰۰۰ افسر PHS پس از حملات در ۱۱ سپتامبر ۲۰۰۱ برای کمک به قربانیان و ارائه خدمات پزشکی و بهداشت روانی به مردم و نیروهای امدادی به شهر نیویورک اعزام شدند.
- ۲۰۰۱ - حملات سیاه‌زخم
- ۲۰۰۴ - طوفان ایوان
- ۲۰۰۴ - زمین‌لرزه و سونامی ۲۰۰۴ اقیانوس هند
- ۲۰۰۵ - بیش از ۲۰۰۰ افسر PHS برای راه اندازی بیمارستان‌های صحرایی و ارائه کمک به آسیب‌دیدگان طوفان کاترینا، طوفان ریتا و طوفان ویلما اعزام شدند.[۱۰]
- ۲۰۰۶ - زمین‌لرزه ۲۰۰۶ هاوایی[۱۱]
- ۲۰۰۷ - آلودگی بهداشتی در پاناما
- ۲۰۰۸ - طوفان گوستاو
- ۲۰۰۸ - توفند آیک
- ۲۰۰۹ - زمین‌لرزه ۲۰۰۹ ساموآ
- ۲۰۱۰ - زمین‌لرزه ۲۰۱۰ هائیتی و نشت نفت در خلیج مکزیک.
- ۲۰۱۱ - زمین‌لرزه و سونامی ۲۰۱۱ توهوکو
- ۲۰۱۲ - طوفان سندی.[۱۲]
- ۲۰۱۴ - بحران مهاجرت آمریکا[۱۳] کمک به کودکان خردسال بدون همراه.
- ۲۰۱۴–۲۰۱۵ - همه‌گیری ویروس ابولا در آفریقای غربی[۱۴]
  - ۲۰۱۷ – طوفان ماریا، طوفان ایرما و توفان هاروی
- ۲۰۱۹ -- دنیاگیری کووید ۱۹

## در فرهنگ عامه
فیلم وحشت در خیابان‌ها ساختهٔ سال ۱۹۵۰ به این نیروها و مبارزهٔ آن‌ها با نوع جدیدی از طاعون می‌پردازد.